# دراغان بندر
دراغان بندر (بالكرواتية: Dragan Bender) مواليد 17 نوفمبر 1997 في البوسنة والهرسك، هو لاعب كرة سلة كرواتي. بدأ مسيرته الاحترافية في سنة 2012. تم اختياره من قبل فريق فينيكس صنز خلال الدرافت. يلعب مع فينيكس صنز في الرابطة الوطنية لكرة السلة كلاعب وسط. يحمل الرقم 35. يبلغ طوله 7 قدم 1 بوصة (2.2 م).

## المسيرة الاحترافية
لعب مع نادي سبليت لكرة السلة في موسم 2012–2013، ثم لعب مع مكابي تل أبيب لكرة السلة من سنة 2014 إلى 2016، ثم لعب مع فينيكس صنز في سنة 2016.

## إحصائيات المسيرة

### الرابطة الوطنية لكرة السلة

#### الموسم الاعتيادي
| السنة   | الفريق     | لعب | بدأ | دقيقة | ميداني% | ثلاثية | حرة  | ارتداد | صنع | استلاب | تصدي | نقطة |
| ------- | ---------- | --- | --- | ----- | ------- | ------ | ---- | ------ | --- | ------ | ---- | ---- |
| 2016–17 | فينيكس صنز | 43  | 0   | 13.3  | .354    | .277   | .364 | 2.4    | .5  | .2     | .5   | 3.4  |
| المسيرة | المسيرة    | 43  | 0   | 13.3  | .354    | .277   | .364 | 2.4    | .5  | .2     | .5   | 3.4  |

### الدوري الأوروبي
| السنة   | الفريق                   | لعب | بدأ | دقيقة | ميداني% | ثلاثية | حرة  | ارتداد | صنع | استلاب | تصدي | نقطة | أداء |
| ------- | ------------------------ | --- | --- | ----- | ------- | ------ | ---- | ------ | --- | ------ | ---- | ---- | ---- |
| 2015–16 | مكابي تل أبيب لكرة السلة | 7   | 0   | 10.5  | .333    | .250   | .500 | 1.4    | .6  | .3     | .4   | 2.1  | 1.1  |
| المسيرة | المسيرة                  | 7   | 0   | 10.5  | .333    | .250   | .500 | 1.4    | .6  | .3     | .4   | 2.1  | 1.1  |

## روابط خارجية
- دراغان بندر على موقع الاتحاد الدولي لكرة السلة (الإنجليزية)
- دراغان بندر على موقع الدوري الأوروبي لكرة السلة (الإنجليزية)
- دراغان بندر على موقع إن بي أي (الإنجليزية)
- دراغان بندر على موقع سبورتس رفرنس (الإنجليزية)
- دراغان بندر على موقع كرة السلة الأوروبية.كوم (الإنجليزية)
- دراغان بندر على موقع DraftExpress.com (الإنجليزية)
- دراغان بندر على موقع إي إس بي إن.كوم (الإنجليزية)
- دراغان بندر على موقع ريلجم (الإنجليزية)
- دراغان بندر على موقع بروبوليرز (الإنجليزية)
- دراغان بندر على موقع سبورتس رفرنس (الإنجليزية)